# Robertson County (Texas)
Robertson County je okres ve státě Texas v USA. K roku 2010 zde žilo 16 622 obyvatel. Správním městem okresu je Franklin. Celková rozloha okresu činí 2 243 km².